# Nils Nordensvärd
Nils Nordensvärd, före adlandet Norlin, född 29 januari 1684 i Örebro, död 1 november 1762 i Kristinehamn, var en svensk militär och bruksägare.

## Biografi
Nils Nordensvärd var son till Johan Olofsson Norijn (1651–1695) och Anna Jönsdotter Grubb (1658–1732) samt från 1725 gift med Anna Ekebom (1695–1747) dotter till rådmannen i Kristinehamn Arvid Gustafsson Ekebom. Äktenskapet blev barnlöst varför han själv slöt sin adliga ätt. Han var bror till Johan Norijn Nordenfeldt och Olof Norijn Nordenfeldt.
Nordensvärd blev sergeant vid Västmanlands regemente 1701 och utnämndes där till fänrik 1704 och löjtnant 1707 samt kaptenlöjtnant under hösten samma år. Han fick majors karaktär 1723 och överstelöjtnants avsked 1728. Nordensvärd adlades 1727 och introducerades samma år under ätt nr 1825. Han blev riddare av Svärdsorden 1751. Som militär medverkade han i ett flertal bataljer, bland annat övergången och slaget vid Düna, vid Klissov, där han blev skadad av hugg och skott, han deltog i belägringarna av Thorn 1703 och Lemberg 1704. Vid Holofzin var hans division den första som vadade över strömmen för att angripa fienden vid Diesnaströmmen, men han blev stucken i vänstra benet av en fientlig soldats bajonett. Vid Poltava fick han sju blessyrer och dignade ner bland de döda och blev avklädd alla kläder, efter tre dygn hade han samlat på sig kraft att kräla till den ryska fältmarskalken Sjeremetievs tält, där han gav sig tillfånga. Han tvingades medverka i tsar Peters segerintåg i Moskva innan han blev förd i fångenskap, först till Arkangel och sedan till Galitj, varifrån hans fångna medbröder tre gånger sände honom som fångarnas representant till Moskva. Tack vare sina kunskaper och färdigheter i latin hade han inga problem att ta sig fram i Polen, Ukraina och Ryssland men han lärde sig snart ryska och blev antagen som guvernör och informator för en förnäm rysk herres söner och blev sedan förordnad till deras förmyndare efter att fadern avlidit. Efter nystadska freden 1721 kunde han återvända till fäderneslandet.
Från grundläggaren av Björneborgs bruk, den dödsdömde borgmästaren i Kristinehamn O. P. Jernfelt, övergick bruket i Nordensvärds ägo dels genom ett arv och dels genom att han köpte ut de övriga arvingarna. För att sköta den dagliga driften av både verksamheten vid Bro gård och Björneborg anlitade han sin brorson Johan Nordenfeldt som fick träda in som förvaltare.
Vid hans begravning 13 februari 1763 som genomfördes i en mycken högtidlig ceremoni i Kristinehamns kyrka krossades hans adelsvapen av majoren Svante Adolf von Eckstedt och vice Contractsprosten Abraham Löthner höll en likpredikan som trycktes 1763 i Carlstad av gymnasiiboktryckaren Carl Died under namnet Ålderdomens sköne skrud, den kongl. maij:sts tro-man och öfwerste-lieutenant Libris 2400774